# Municipio de York (condado de Day)
El municipio de York (en inglés: York Township) es un municipio ubicado en el condado de Day en el estado estadounidense de Dakota del Sur. En el año 2010 tenía una población de 34 habitantes y una densidad poblacional de 0,37 personas por km².

## Geografía
El municipio de York se encuentra ubicado en las coordenadas 45°12′10″N 97°40′5″O / 45.20278, -97.66806. Según la Oficina del Censo de los Estados Unidos, el municipio tiene una superficie total de 92.62 km², de la cual 88,76 km² corresponden a tierra firme y (4,16 %) 3,85 km² es agua.

## Demografía
Según el censo de 2010, había 34 personas residiendo en el municipio de York. La densidad de población era de 0,37 hab./km². De los 34 habitantes, el municipio de York estaba compuesto por el 100 % blancos. Del total de la población el 0 % eran hispanos o latinos de cualquier raza.